# Moulins-la-Marche
Moulins-la-Marche é uma comuna francesa na região administrativa da Normandia, no departamento Orne. Estende-se por uma área de 13,16 km². Em 2010 a comuna tinha 728 habitantes (densidade: 55,3 hab./km²).